# Thomas Little Heath
Sir Thomas Little Heath (Barnetby-le-Wold, 5 ottobre 1861 – Ashtead, 16 marzo 1940) è stato un matematico e traduttore inglese.

## Biografia
Era il figlio di Samuel Heath, un contadino del Lincolnshire. Studiò al Caistor Grammar School e al Clifton College prima di entrare al Trinity College.

## Carriera
Nel 1884 divenne un Assistente Segretario al Tesoro, diventando segretario permanente nel 1913.
Heath si distinse per il suo lavoro della matematica greca, pubblicando diversi libri sull'argomento. È soprattutto attraverso le sue traduzioni che gli inglesi vennero a conoscenza di ciò che fece Archimede. La sua traduzione del celebre Palinsesto di Archimede, però, si è basata su una trascrizione che aveva delle lacune, che studiosi come Reviel Netz, sono stati in grado di riempire in una certa misura, sfruttando moderni metodi scientifici di immagini non disponibili al tempo di Heath.
Egli è stato eletto Fellow della Royal Society nel maggio 1912.

## Morte
Sposò Ada Mary Thomas nel 1914. Ebbero due figli, Geoffrey Thomas Heath e Veronica Mary Heath.
Morì il 16 marzo 1940 a Ashtead.

## Opere
- Diophantus of Alexandria: a Study in the History of Greek Algebra (Cambridge: Cambridge University Press, 1885)
- Apollonius of Perga: Treatise on Conic Sections (Cambridge: Cambridge University Press, 1896)
- Archimedes: Works (Cambridge: Cambridge University Press, 1897)
- The thirteen books of Euclid's Elements (Cambridge: Cambridge University Press, 1908)
- Aristarchus of Samos, the Ancient Copernicus Oxford: Clarendon Press, 1913)
- A History of Greek Mathematics (Oxford: Clarendon Press, 1921)[2]
- A Manual of Greek Mathematics (Oxford: Clarendon Press, 1931)
- Greek Astronomy (London: J.M. Dent & Sons, 1932)
- Mathematics in Aristotle (Oxford: Clarendon Press, 1949)